# Mannur, Belgaum
Mannur là một làng thuộc tehsil Belgaum, huyện Belgaum, bang Karnataka, Ấn Độ.